# Токийская семья
«Токийская семья» (яп. 東京家族 То:кё: кадзоку) — кинофильм режиссёра Ёдзи Ямады, вышедший на экраны в 2013 году. Ремейк классической ленты Ясудзиро Одзу «Токийская повесть».

## Сюжет
Пожилая пара — Сукити и Томико Хираяма — приезжает из деревни на острове во Внутреннем море в Токио, чтобы навестить своих детей. Сначала они наведываются к старшему сыну Коити, успешному врачу, ведущему частную практику; дочь Сигэко владеет салоном красоты, и лишь младший сын, непутёвый Сёдзи, отнюдь не преуспевает, перебиваясь то одной работой, то другой. Постепенно выясняется, что родители — лишь обуза для чрезвычайно занятых детей, чья жизнь заполнена суетой большого города…

## В ролях
- Исао Хасидзумэ — Сукити Хираяма
- Кадзуко Ёсиюки — Томико Хираяма
- Масахико Нисимура — Коити
- Томоко Накадзима — Сигэко
- Сатоси Цумабуки — Сёдзи
- Юи Нацукава — Фумико
- Ю Аой — Норико Мамия
- Нэндзи Кобаяси — Нумата

Съёмки должны были начаться ещё в 2011 году, когда на роль Сукити, Томико и Сигэко были утверждены Бунта Сугавара, Эцуко Итихара и Сигэру Мурой, соответственно. Землетрясение 2011 года и последовавшая за этим авария на АЭС Фукусима-1 стали причиной временной заморозки съёмок и в период простоя все трое выбыли из проекта. За это время Ёдзи Ямада переписал сценарий, добавив в сюжет несколько деталей, указывающих на то, что действие происходит уже после землетрясения и аварии.

## Награды и номинации
- 2013 — приз «Золотой колос» за лучший фильм на Вальядолидском кинофестивале.
- 2013 — номинация на премию «Голубая лента» за лучший фильм.
- 2014 — 12 номинаций на премию Японской киноакадемии: лучший фильм, режиссёр (обе — Ёдзи Ямада), сценарий (Ёдзи Ямада, Эмико Хирамацу), актёр (Исао Хасидзумэ), актриса (Кадзуко Ёсиюки), актёр второго плана (Сатоси Цумабуки), актриса второго плана (Ю Аой), операторская работа (Масаси Тикамори), музыка (Дзё Хисаиси), монтаж (Ивао Исии), освещение (Коити Ватанабэ), запись звука (Кадзуми Кисида).